# Nová Basán
Nová Basán (ucraniano: Нова́ Баса́нь) es un municipio rural de Ucrania perteneciente al raión de Nizhyn de la óblast de Chernígov.
En 2020, el territorio del actual municipio tenía una población de unos siete mil habitantes, de los que unos tres mil vivían en el propio pueblo de Nová Basán y el resto repartidos en doce pedanías. El municipio se formó en 2017 mediante la fusión de los consejos rurales de Nová Basán (que hasta entonces no tenía pedanías), Bilotserkivtsi, Vépryk y Novi Býkiv, a los que se añadieron en 2020 los consejos rurales de Voronký y Sokolivka. Además de estos seis pueblos, pertenecen al actual municipio otros siete: Starí Býkiv, Chystopilia, Birky, Krasne, Mochályshche, Novosélytsia y Rokytne. Esta área pertenecía hasta 2020 al raión de Bobróvytsia.
Se ubica junto al límite con la óblast de Kiev, a medio camino entre Kiev y Pryluky sobre la carretera H07.

## Historia
Desde época medieval existía aquí una aldea, abandonada a finales del siglo XV por los ataques tártaros. El pueblo actual surgió en el siglo XVI como una fortaleza construida por los cosacos que vivían en Stará Basán, para defender la frontera del Gran Ducado de Lituania frente a los ataques del principado de Moscú y del kanato de Crimea. Originalmente, la fortificación se estructuró como un miasteczko llamado "Zubtsov", en torno al cual se crearon varias aldeas colindantes hasta unificarse como Nová Basán. En 1648, durante la rebelión de Jmelnitski, pasó a ser sede de una sotnia en el regimiento cosaco de Pereyáslav. En 1782, el Imperio ruso integró el pueblo en el uyezd de Kozelets, dos décadas más tarde incluido en la gobernación de Chernígov. Desde 1797, Nová Basán pasó a ser sede de su propia vólost. A finales del siglo XIX, el miasteczko llegó a tener más de siete mil habitantes, pero fue casi completamente destruido en una serie de incendios entre 1906 y 1907, tras los que pasó a ser una localidad rural de menor importancia.